# 国立台北商業大学
国立台北商業大学（こくりつたいぺいしょうぎょうだいがく、National Taipei University of Business）は台湾台北市にある商業専門大学。前身は日本統治時代の台湾総督府立商業学校まで遡る。

## 歴史
- 1917年 - 「台湾総督府立商業学校」として開校
- 1921年 - 「台北州立商業学校」と改称
- 1922年 - 「台北州立台北商業学校」と改称
「台北州立台北第二商業学校」が開校
- 1945年12月24日 - 上記2校をそれぞれ「台湾省立台北第一商業学校」、「台湾省立台北第二商業学校」と改称
- 1949年 - 上記2校を統合し「台湾省立台北商業学校」として改編
- 1967年7月 - 「台北市立高級商業職業学校」と改称
- 1958年8月 - 「台北市立商業専科学校」と改称
- 1982年7月 - 「国立台北商業専科学校」と改称
- 2001年8月1日 - 「国立台北商業技術学院」と改称
- 2014年8月1日 - 「国立台北商業大学」と改称

## 組織
| 財経学部 - 会計情報学科および研究科 - 財政税務学科および研究科 - 財務金融学科および研究科 - 国際ビジネス学科および研究科 経営学部 - 経営学科 - 情報管理学科および研究科 - 応用外国語学科 - 商学研究科 - EMBA経営学研究科 | イノベーション経営学部 - 商業設計経営学科 - 商品発想経営学科 - マルチメディアデザイン学科 附属施設 - 空中進修学院（学院部・二専部） - 専科進修学校 - 高商進修学校 |

## キャンパス
- 台北キャンパス（本部）
台北市中正区

- 桃園キャンパス
桃園市平鎮区

## 学生

### 入賞
- 2016年、会計情報学科の学生らが勤業眾信稅務達人挑戰賽（台湾の税法コンペティション）で一位に入賞した。サイト

- 2016年、会計情報学科の学生らが德勤稅務精英挑戰賽（中国の税法コンペティション）で最も人気のあるグループに選ばれた。サイト

- 2016年、商業設計経営学科の学生らがレッドドット・デザイン賞を受賞した。作品は臺中一福堂という製菓の老舗から発想、新鮮なレモンケーキを消費者に届けたい気持ちを込めてデザインされた。サイト

## 教員

### 歴代学長
日本統治時代
| 代    | 氏名     | 任期           |
| ----- | -------- | -------------- |
| 第1代 | 松村伝   | 1917年－1920年 |
| 第2代 | 平野象一 | 1920年－1926年 |
| 第3代 | 小出梅吉 | 1926年－1941年 |
| 第4代 | 有本邦造 | 1941年－1943年 |
| 第5代 | 新里栄造 | 1943年－1945年 |

| 代     | 氏名   | 任期                        |
| ------ | ------ | --------------------------- |
| 第1代  | 鍾楽上 | 1945年－1949年              |
| 第2代  | 陳宗経 | 1949年－1951年              |
| 第3代  | 呉仕漢 | 1951年－1977年              |
| 第4代  | 邱家溥 | 1977年－1980年              |
| 第5代  | 楊承彬 | 1980年－1990年              |
| 第6代  | 辺裕淵 | 1990年－1993年              |
| 第7代  | 楊極東 | 1993年－1999年              |
| 第8代  | 林昇平 | 1999年－2002年              |
| 第9代  | 荘福典 | 2002年－2003年              |
| 第10代 | 許勝雄 | 2003年－2007年              |
| 第11代 | 頼振昌 | 2007年7月－2014年1月28日    |
| 代理   | 邱継智 | 2014年2月1日－2014年4月15日 |
| 第12代 | 張瑞雄 | 2014年4月16日－今           |

## 世論調査
| 学校                 | ランキング |
| -------------------- | ---------- |
| 国立政治大学         | 1          |
| 国立台湾大学         | 2          |
| 国立成功大学         | 3          |
| 国立台北大学         | 4          |
| 国立台北商業大学     | 5          |
| 国立中興大学         | 6          |
| 国立台湾科技大学     | 7          |
| 国立中央大学         | 8          |
| 国立高雄第一科技大学 | 9          |
| 国立中山大学         | 10         |

| 学校             | ランキング |
| ---------------- | ---------- |
| 国立台湾大学     | 1          |
| 国立政治大学     | 2          |
| 国立成功大学     | 3          |
| 国立台北商業大学 | 4          |
| 淡江大学         | 5          |
| 国立中山大学     | 6          |
| 国立中興大学     | 7          |
| 東呉大学         | 8          |
| 逢甲大学         | 9          |
| 国立中央大学     | 10         |

| 学校             | ランキング |
| ---------------- | ---------- |
| 国立台湾大学     | 1          |
| 国立政治大学     | 2          |
| 国立成功大学     | 3          |
| 逢甲大学         | 4          |
| 国立台北商業大学 | 5          |

## スポーツ・サークル・伝統
- 台北州立台北商業学校時代に甲子園大会に出場している。（第12回全国中等学校優勝野球大会、第13回全国中等学校優勝野球大会、第20回全国中等学校優勝野球大会）。

## 卒業生
- 謝長廷 - 政治家（民主進歩党）。元行政院長（首相）
- 王建煊 - 政治家。元財政部長、監察院長、立法委員
- 高潞・以用・巴魕剌 - 政治家
- ビビアン・スー - マルチタレント
- リン・ユーチュン - 男性歌手

- 艾莉絲 - 女性タレント
- 程予希 - モデル、女優
- ハイジャン - アイドル、ウェザーガールズのメンバー
- ミア - アイドル、ウェザーガールズのメンバー